# Nunatta Qitornai
Nunatta Qitornai (dánsky Vort lands efterkommere, anglicky Descendants of our Country) je grónská separatistická politická strana založená v září 2018.

## Historie
V dubnu 2017 byl ministr zahraničí Vittus Qujaukitsoq předsedou vlády Kimem Kielsenem odvolán z funkce kvůli ostré kritice dánského a amerického řešení environmentální situace kolem letecké základny Thule. Qujaukitsoq se následně rozhodl kandidovat na předsedu strany Siumut v červenci 2017, byl však Kimem Kielsenem poražen a následně Siumut opustil.
Strana získala podporu od bývalé premiérky Aleqy Hammondové. Ve volbách do grónského parlamentu v roce 2018 získala strana nejméně hlasů, avšak stále se dostala do parlamentu. Získali jedno křeslo, které obsadil předseda Vittus Qujakitsog. Vstoupili do koalice čtyř stran se Siumut, Partii Naleraq a Atassut. Po několika měsících strany Partii Naleraq a Atassut opustily vládu, takže od jara 2019 zůstala pouze menšinová vláda složená ze Siumut a Nunatta Qitornai.

### Název
Nunavta Qitornai (staré hláskování) bylo jméno vlasteneckého a osvícenského mládežnického sdružení založeného v roce 1941 Augem Lyngem, který byl silným zastáncem úzké grónsko-dánské spolupráce a začlenění Grónska do dánského státu. Jeho vnuk kritizoval použití historického jména pro separatistickou strana a označil jej za neuctivé.

## Názory a postoje
Strana prosazuje odtržení Grónska od Dánského království a vytvoření samostatného státu. Také se zasazuje o decentralizaci státní správy.

## Volební výsledky

### Grónský parlament
| Volby | Hlasy | %   | Mandáty | ±  |
| ----- | ----- | --- | ------- | -- |
| 2018  | 1 002 | 3,4 | 1/31    | 1▲ |